# Sonic Runners Adventure
Sonic Runners Adventure — компьютерная игра серии Sonic the Hedgehog, разработанная Sonic Team совместно с Gameloft для мобильных телефонов под управлением iOS, Android и Java ME. Была анонсирована в апреле 2017 года. Является сиквелом Sonic Runners.

## Игровой процесс
Sonic Runners Adventure является платформером с элементами бесконечного раннера и её геймплей напоминает предшественника — Sonic Runners. 
Игроки выбирают одного из нескольких разных персонажей, каждый из которых обладает уникальными способностями. Персонажи автоматически бегут вперёд, поэтому игроки должны использовать свой экран, чтобы избежать препятствий и врагов. 
На уровнях есть много золотых колец, которых нужно собирать, иначе при прикосновении с врагом игрок проиграет. Если же у игрока будет хоть одно кольцо, то оно разлетится по сторонам, и его можно будет собрать за ограниченное время.

## Разработка и выход игры
Первая информация об игре стала известна в апреле 2017 года, когда была слита страница-FAQ для этой игры. Она была быстро удалена, но восстановлена после релиза. Игра была выпущена 10 июня 2017 года в ЕС и 9 августа 2017 года для других стран.
1 декабря Gameloft заявила, что игра скоро выйдет в App Store и Google Play. В итоге игра вышла 20 декабря 2017 года.

## Оценки
| Сводный рейтинг    | Сводный рейтинг |
| Агрегатор          | Оценка          |
| ------------------ | --------------- |
| Metacritic         | 78/100          |
| Иноязычные издания |                 |
| Издание            | Оценка          |
| Pocket Gamer       | [ 5 ]           |
| TouchArcade        | [ 6 ]           |

Согласно сайту-агрегатору Metacritic, игра получила «в основном положительные отзывы». 
Гарри Слэйтер из Pocket Gamer критикует игру за недоработанный дизайн уровней, но упоминает: «С учётом ущерба его репутации [Соника] в остальной части игрового мира, это [игра] не так уж и плохо». 
Шон Масгрейв из TouchArcade в своём обзоре пишет: «Sonic Runners Adventure легко можно порекомендовать фанатам Соника, которым нравятся автораннеры». При этом он также отметил, что кривая сложности в игре немного более резкая, чем нужно.